# 侧纹岩松鼠
侧纹岩松鼠（学名：Sciurotamias forresti）为松鼠科岩松鼠属的动物，是中国特有物种。在中国大陆，分布于云南等地，多栖息于岩山林灌丛。该物种的模式产地在云南澜沧江和长江的分水岭。